# La revelación
 La revelación  es una película de Argentina filmada en colores dirigida por Mario David sobre su propio guion basado en el cuento El secreto de Américo Zivario de Oscar Yedaide que se estrenó el 15 de agosto de 1996 y que tuvo como actores principales a Daniel Kuzniecka, Emilia Mazer, Mariquita Valenzuela y Fabián Gianola.

## Sinopsis
Un joven que se cree inmortal investiga esa condición y se plantea el verdadero sentido de la felicidad.

## Reparto
- Daniel Kuzniecka
- Emilia Mazer
- Mariquita Valenzuela
- Fabián Gianola
- Lorenzo Quinteros
- Edda Díaz
- Nelly Prono
- Onofre Lovero
- Ana María Casó
- Boris Rubaja
- Daniel Marcove
- Jessica Becker
- Alberto Lago
- Héctor Malamud
- Rudy Chernicoff

## Declaraciones del director
En septiembre de 1995 Mario David declaró:

«Intento que el film no contenga una lectura intelectual. Quiero que todo emane a través de la realidad de sus personajes y situaciones… que el espectador no se despegue nunca de lo cotidiano y que, al mismo tiempo, se acerque a una reflexión sobre lo que significa vivir y morir, que son elementos muy tangibles.»

## Comentarios
Claudio España opinó en La Nación:

«Desde la redacción del guion, Mario David se apoya demasiado en los diálogos .»